# (10587) Strindberg
(10587) Strindberg – planetoida z pasa głównego asteroid okrążająca Słońce w ciągu 4 lat i 153 dni w średniej odległości 2,69 j.a. Została odkryta 14 lipca 1996 roku w Europejskim Obserwatorium Południowym przez Erica Elsta. Nazwa planetoidy pochodzi od Augusta Strindberga (1849-1912), szwedzkiego pisarza. Przed nadaniem nazwy planetoida nosiła oznaczenie tymczasowe (10587) 1996 NF3.